# وستارية كثيرة الأزهار

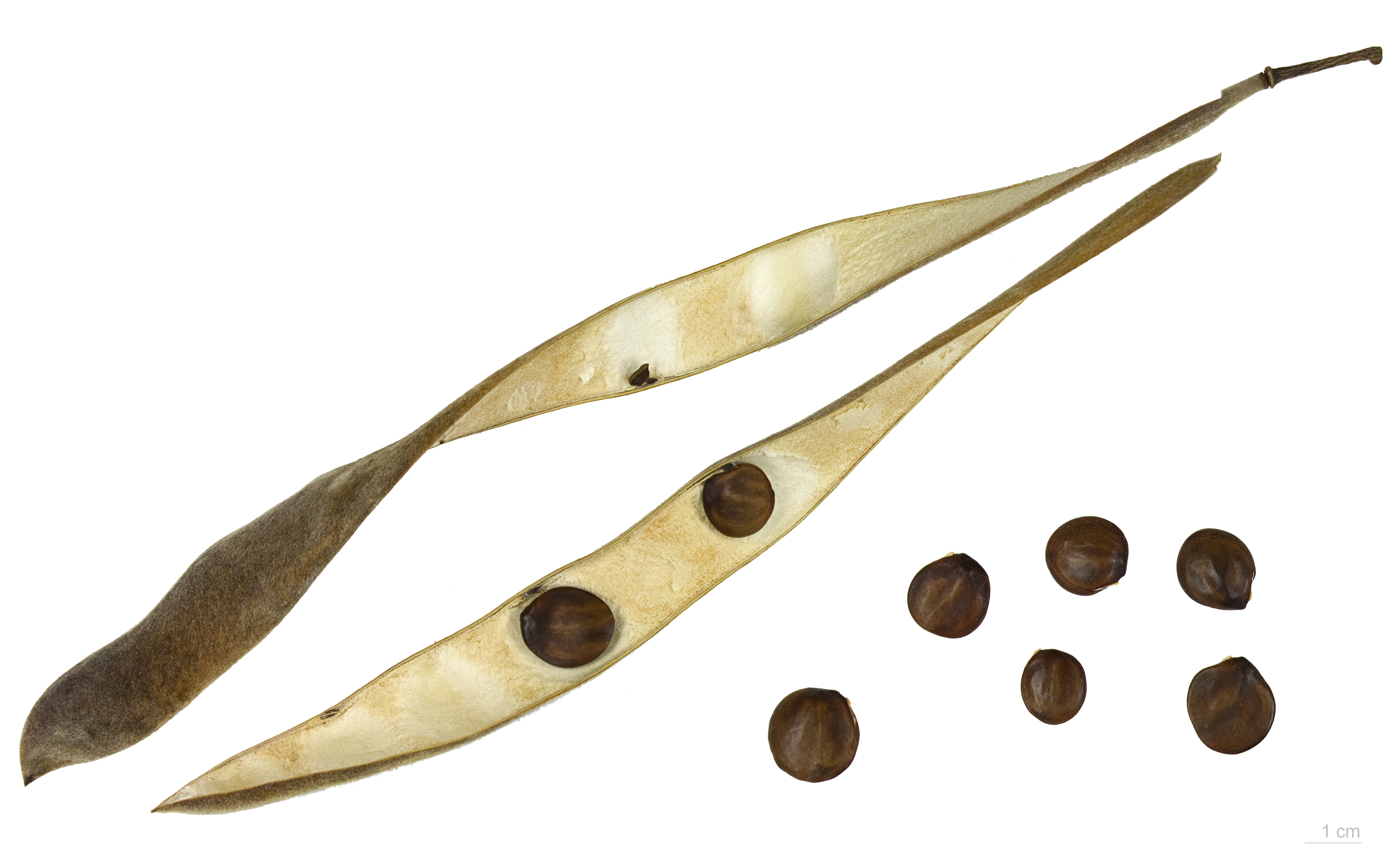
Wisteria floribunda

وستارية كثير الأزهار أو وستارية يابانية (الاسم العلمي:Wisteria floribunda) هي نوع من النباتات يتبع جنس الوستارية من الفصيلة البقولية.